# Hypomma brevitibiale
Espèce
Synonymes
- Enidia brevitibialis Wunderlich, 1980

Hypomma brevitibiale est une espèce d'araignées aranéomorphes de la famille des Linyphiidae.

## Distribution
Cette espèce est endémique de Macédoine du Nord.

## Publication originale
- Wunderlich, 1980 : Linyphiidae aus Süd-Europa und Nord-Afrika (Arachn.: Araneae). Verhandlungen des Naturwissenschaftlichen Vereins in Hamburg (N.F.) vol. 23, p. 319-337.